# Elezioni legislative in Francia del 1968
Le elezioni legislative in Francia del 1968 si sono tenute il 23 (primo turno) e il 30 giugno (secondo turno). Esse furono delle elezioni anticipate – le precedenti elezioni legislative si erano tenute nel 1967 – e furono causate dalla dissoluzione dell'Assemblée nationale, da parte del Presidente de Gaulle, a seguito della crisi sociale e politica del maggio 1968. Esse hanno visto la larga vittoria gollista dell'Unione dei Democratici per la Repubblica (UD-Ve, poi UDR), nell'ambito della coalizione Maggioranza presidenziale Unione per la Difesa della Repubblica (UDR). Primo ministro è poi nominato, il 10 luglio, Maurice Couve de Murville.

## Contesto
Nel marzo 1967, le elezioni legislative si erano svolte regolarmente alla scadenza naturale della legislatura. Queste elezioni avevano visto riconfermata la Maggioranza presidenziale a sostegno del Presidente de Gaulle, composta dalla coalizione Union des républicains de progrès, formata da Union des démocrates pour la Ve République, Républicains indépendants e dal Centre démocrate.
Nel mese di maggio del 1968, comincia un movimento di rivolta – studentesco, operaio e poi politico – caratterizzato da manifestazioni studentesche ma anche da scioperi generali e selvaggi. Questo movimento culturale, sociale e politico è diretto contro il capitalismo, il consumismo e anche contro il potere gollista, all'epoca al governo dal 1958.
Verso la fine del mese di maggio (24-29) la situazione è sull'orlo di una crisi gravissima. Il 28 maggio François Mitterrand addirittura arriva a dichiarare che «conviene di constatare da subito il vuoto di potere e organizzarne la successione», immaginando un governo provvisorio guidato da Pierre Mendès France e annunciando di essere candidato a delle eventuali elezioni presidenziali anticipate.
Tra il 25 e il 27 maggio, il primo ministro francese Georges Pompidou negozia con i sindacati francesi gli Accordi di Grenelle, che però furono respinti dalla base e non risolsero nell'immediato la crisi e gli scioperi continuarono.
Il 29 maggio, il Presidente de Gaulle scompare per diverse ore, nessuno sa dove si trovi, il governo e la maggioranza piombano in una certa angoscia. Si saprà poi che de Gaulle si era recato a Baden-Baden (all'epoca in Germania Ovest) per consultare il generale Massu.
Il 30 maggio di ritorno a Parigi, de Gaulle annuncia, in accordo con Pompidou, la dissoluzione dell'Assemblée nationale e pronuncia alla radio un discorso estremamente duro e invita i francesi a sostenere l'azione del governo.
In serata, una grande manifestazione gollista di sostegno a de Gaulle ha luogo sugli Champs-Elysées, 300.000 partecipanti secondo la Prefettura di Polizia, 1 milione secondo i gollisti.
Nelle settimane che seguono la situazione ritorna lentamente alla normalità. Alle elezioni di giugno la maggioranza presidenziale trionfa, mentre i partiti di sinistra (che avevano "cavalcato" la crisi) sono duramente sconfitti.

## Risultati
| Liste                                                             | I turno             | I turno             | I turno             | II turno            | II turno            | II turno            | Totale seggi |
| Liste                                                             | Voti                | %                   | Seggi               | Voti                | %                   | Seggi               | Totale seggi |
| ----------------------------------------------------------------- | ------------------- | ------------------- | ------------------- | ------------------- | ------------------- | ------------------- | ------------ |
| Unione per la Difesa della Repubblica - Repubblicani Indipendenti | 9.667.532           | 43,65               | 144                 | 6.762.170           | 46,39               | 205                 | 349          |
| Partito Comunista Francese                                        | 4.434.832           | 20,02               | 6                   | 2.935.775           | 20,14               | 27                  | 33           |
| Federazione della Sinistra Democratica e Socialista               | 3.660.250           | 16,53               | -                   | 3.097.338           | 21,25               | 57                  | 57           |
| Progresso e Democrazia Moderna                                    | 2.289.849           | 10,34               | 4                   | 1.141.305           | 7,83                | 27                  | 31           |
| Divers droite                                                     | 917.758             | 4,14                | -                   | 496.463             | 3,41                | -                   | -            |
| Estrema sinistra (include PSU)                                    | 873.581             | 3,94                | -                   | 83.777              | 0,57                | -                   | -            |
| Divers gauche                                                     | 163.482             | 0,74                | -                   | 60.584              | 0,42                | -                   | -            |
| Techn et Démo                                                     | 77.360              | 0,35                | -                   | N.D.                | N.D.                | N.D.                | -            |
| Movimento per la Riforma                                          | 33.835              | 0,15                | -                   | N.D.                | N.D.                | N.D.                | -            |
| Estrema destra                                                    | 28.736              | 0,13                | -                   | N.D.                | N.D.                | N.D.                | -            |
| Totale                                                            | 22.147.215          |                     | 154                 | 14.577.412          |                     | 316                 | 470          |
| Francia d'oltremare                                               | Francia d'oltremare | Francia d'oltremare | Francia d'oltremare | Francia d'oltremare | Francia d'oltremare | Francia d'oltremare | 17           |
| Totale                                                            | Totale              | Totale              | Totale              | Totale              | Totale              | Totale              | 487          |

I 17 seggi della Francia d'oltremare sono così attribuiti: 11 UDR, 2 PDM, 1 RI, 1 PCF e 2 indipendenti; di seguito nel dettaglio:
- Guadalupa (3) - UDR (2), PCF (1)
- Guyana francese (1) - UDR (1)
- Martinica (3) - UDR (1), RI (1), Aimé Césaire (1)
- Riunione (3) - UDR (2), Marcel Cerneau (1)
- Comore-Mayotte (2) - UDR (2)
- Territorio francese degli Afar e degli Issa (1) - UDR (1)
- Nuova Caledonia (1) - PDM (1)
- Polinesia Francese (1) - PDM (1)
- Wallis e Futuna (1) - UDR (1)
- Saint-Pierre e Miquelon (1) - UDR (1)

## Composizione dei gruppi
All'inaugurazione della legislatura l'Assemblea nazionale era composta come di seguito indicato.
| Gruppo                                              | Membri | Apparentati | Totale | Partiti |
| --------------------------------------------------- | ------ | ----------- | ------ | ------- |
| Unione per la Difesa della Repubblica               | 270    | 23          | 293    | UDR     |
| Repubblicani Indipendenti                           | 57     | 4           | 61     | RI      |
| Federazione della Sinistra Democratica e Socialista | 57     | -           | 57     | FGDS    |
| Comunista                                           | 33     | 1           | 34     | PCF     |
| Progresso e Democrazia Moderna                      | 30     | 3           | 33     | PDM     |
| Non iscritti                                        | 9      | -           | 9      | 9       |
| Totale                                              | 456    | 31          | 487    |         |